# Specialità di atletica leggera non ratificate dalla World Athletics per le categorie assolute
La World Athletics riconosce, a livello internazionale per le categorie assolute, solo determinate specialità. Tuttavia, esistono delle discipline che vengono spesso praticate, soprattutto in occasione di alcuni meeting o gare organizzate dalle federazioni nazionali o di area (per esempio, in Italia, dai comitati regionali o provinciali). In questa pagina sono elencate e descritte queste specialità.

## Corse piane

### Corse su pista
| Specialità ratificate dalla World Athletics |
| --- |
| 50 m piani · 60 m piani · 100 m piani · 200 m piani · 400 m piani · 800 m piani · 1000 m piani · 1500 m piani · Miglio · 2000 m piani · 3000 m piani · 5000 m piani · 10000 m piani · 1 ora |

#### 80 metri piani
Gli 80 metri piani sono una disciplina che viene corsa raramente a livello assoluto. È invece la più breve distanza ufficiale nelle gare FIDAL della categoria cadetti/e.
In Italia, la miglior prestazione maschile è di 8"43, ottenuta da Chituru Ali il 24 aprile 2022, mentre la miglior prestazione femminile è quella di Ayomide Folorunso, che il 18 aprile 2022 corse la distanza in 9"55 (cronometraggio automatico). Considerando invece il cronometraggio manuale, la miglior prestazione femminile è di Giulia Arcioni (9"4), ottenuta il 29 maggio 2011.
Per quanto riguarda la categoria cadetti, il miglior tempo in Italia è quello di Giovanni Galbieri (8"92 il 7 settembre 2008), mentre per le cadette è il 9"75, ottenuto sempre da Giulia Arcioni il 28 maggio 2000.

#### 100 iarde
Le 100 iarde (en. 100 yards) sono una specialità di velocità in linea, non prevista nei programmi ufficiali della World Athletics e nemmeno da quelli del CIO. Si svolge su un tracciato lineare di 100 iarde — pari a 91 metri e 44 centimetri — ed è affine alla gara ufficiale dei 100 metri piani.

#### 150 metri piani
La misurazione di questa gara avviene in modi diversi, solitamente si parte a metà della curva, il traguardo è così quello comune alle altre gare, ma quando il tempo si prende durante una gara di 200 metri l'arrivo è considerato 50 metri prima. In allenamento si usa per la resistenza sui 100 metri o per la velocità sui 200 metri.
La sfida più conosciuta è quella che avvenne tra Donovan Bailey e Michael Johnson nel 1997, la gara venne però rovinata a metà dall'infortunio dello statunitense, Bailey di conseguenza rallentò vistosamente alla fine e chiuse in 14"99.
Il 22 marzo 1983 Pietro Mennea stabilì la miglior prestazione mondiale (manuale) dei 150 metri piani, con 14"8 sulla pista dello stadio di Cassino: questo primato è ancora imbattuto, in quanto il tempo di 14"35, stabilito il 17 maggio 2009 da Usain Bolt a Manchester, è stato ottenuto su pista rettilinea

#### 176 metri piani
Corrispondente a circa seicento piedi, è la lunghezza che aveva il rettilineo del vecchio stadio olimpico, quello attuale è di 80 metri, veniva usata come unità di misura di lunghezza, detto stadio. Non si svolgono gare in questa misura.

#### 250 metri piani
Introdotti ai campionati italiani assoluti nel 1923 e usati in tre successive edizioni: 1924, 1926 e 1927. La specialità era solo femminile, il miglior tempo registrato ai campionati è 37"2, di Olga Barbieri.

#### 300 metri piani
I 300 metri piani sono una disciplina ufficialmente valida fino alla categoria cadetti/e. Dopo i 15 anni di età diventa una gara inconsueta (rimpiazzata dai 400 metri piani) non organizzata dalla World Athletics: non si corre né ai Mondiali né ai Giochi olimpici, ma solo in alcuni meeting.

#### 500 metri piani
La distanza dei 500 metri piani non viene corsa da nessuna categoria dell'atletica leggera, se non in alcuni meeting. È però spesso utilizzata dai quattrocentisti in allenamento, per migliorare la propria capacità di resistenza. Allo stesso tempo, può aiutare i mezzofondisti a migliorare la velocità.
L'attuale miglior prestazione mondiale maschile sulla distanza (su strada) spetta al keniota David Rudisha, che il 10 settembre 2016, nella città inglese di Newcastle upon Tyne, ha fatto registrare il tempo di 57"69. La miglior prestazione mondiale femminile dei 500 metri appartiene con 1'05"9 alla cecoslovacca Taťána Kocembová, stabilita ad Ostrava il 2 agosto 1984. Il 4 febbraio 2023 l'ostacolista olandese Femke Bol ha migliorato, al New Balance indoor GP di Boston, il record del mondo dei 500m portandolo a 1'05"63, diventando la prima donna a correre sotto la soglia del 1'06 indoor.
Tale rara distanza ha visto registrare, nel corso della sua storia, ben due migliori prestazioni mondiali di atleti italiani: Ettore Tavernari e Donato Sabia. Tavernari è stato il detentore della miglior prestazione dal 15 giugno 1929 con il tempo di 1'03"0, stabilito a Budapest e rimasto imbattuto per cinque anni, togliendo il record all'olandese Adriaan Paulen (1'03"8), risalente al 1924 e stabilito al Bislett di Oslo. Sabia ha invece detenuto la miglior prestazione mondiale per quasi 29 anni con il tempo di 1'00"08, realizzato a Busto Arsizio il 26 maggio 1984, migliorando il record del tedesco Hartmut Weber (1'00"35), conseguito l'8 maggio 1983 a Nußdorf.

### Corse su strada
| Specialità ratificate dalla World Athletics               |
| --------------------------------------------------------- |
| 5 km · 10 km · Mezza maratona · Maratona · 50 km · 100 km |

## Corse a ostacoli
| Specialità ratificate dalla World Athletics                                        |
| ---------------------------------------------------------------------------------- |
| 50 m hs · 60 m hs · 100 m hs (donne) · 110 m hs (uomini) · 400 m hs · 3000 m siepi |

### 200 metri ostacoli
I 200 metri ostacoli vengono corsi soprattutto dalle categorie cadetti/e, allievi/e e master. Questa disciplina rientrava nel programma olimpico di Parigi 1900 e Saint Louis 1904.

### 300 metri ostacoli
I 300 metri ostacoli sono una disciplina dell'atletica leggera praticata dalla categoria cadetti/e. Dopo i 15 anni di età diventa una gara inconsueta (rimpiazzata dai 400 metri ostacoli) non organizzata dalla World Athletics: non si corre né ai Mondiali né ai Giochi olimpici, ma solo in alcuni meeting.
Per questa distanza vengono utilizzati 8 ostacoli (7 in alcune gare riservate alla categoria master).

## Marcia
| Specialità ratificate dalla World Athletics |
| --- |
| Marcia 3000 m · Marcia 5000 m · Marcia 10000 m · Marcia 20000 m · Marcia 30000 m · Marcia 50000 m · Marcia 20 km · Marcia 35 km · Marcia 50 km |

### Marcia3 000metri
I 3 000 metri di marcia sono stati specialità olimpica esclusivamente ai Giochi olimpici intermedi di Atene 1906 e ai Giochi olimpici di Anversa 1920. Si teneva interamente sulla pista all'interno dello stadio, dove venivano percorsi 7 giri e mezzo. La partenza era posizionata in corrispondenza della partenza dei 5000 m. La specialità indoor è ratificata dalla World Athletics solo al femminile.

### Marcia5 000metri
La specialità dei 5 000 metri di marcia indoor è ratificata dalla World Athletics solo al maschile.

### Marcia10 000metri
La specialità maschile non è ratificata dalla World Athletics, a differenza di quella femminile outdoor di cui è riconosciuto il relativo record mondiale.

### Marcia10km
Non essendo una specialità ratificata dalla World Athletics a livello seniores, non sono previsti record mondiali per la marcia 10 km Di seguito i principali primati femminili sulla distanza.
|                                       | Tempo  | Atleta         | Luogo    | Data             |
| ------------------------------------- | ------ | -------------- | -------- | ---------------- |
| Record dei campionati                 | 42'13" | Irina Stankina | Göteborg | 7 agosto 1995    |
| Miglior prestazione mondiale under 20 | 41'57" | Gao Hongmiao   | Pechino  | 8 settembre 1993 |

## Staffette
| Specialità ratificate dalla World Athletics                                                                           |
| --- |
| Staffetta 4 × 100 m · Staffetta 4 × 200 m · Staffetta 4 × 400 m · Staffetta 4 × 800 m · Staffetta 4 × 1500 m · Ekiden |

### Staffetta 3×800 metri
La staffetta 3×800 metri è una specialità che viene praticata quasi esclusivamente dagli atleti appartenenti alla categoria ragazzi/e. Infatti non è riconosciuta né dalla World Athletics né dalla FIDAL, se non per questa categoria. Quindi questa disciplina viene praticata solo in gare di livello regionale o inferiore (infatti per la categoria ragazzi/e non esistono gare nazionali, ad eccezione di qualche meeting). In passato era praticata a livello assoluto sia dagli uomini che dalle donne.
In questa staffetta ogni atleta deve percorrere 800 metri (2 giri di una regolamentare pista di atletica), per un totale di 2 400 metri.
I cambi avvengono entrambi in prossimità dell'arrivo e si compiono in modo simile a quelli delle staffette 3×1 000, 4×800 e 4×1 500 metri.

### Staffetta 3×1 000metri
La staffetta 3×1 000 metri è una disciplina che viene riconosciuta dalla FIDAL solo per la categoria cadetti/e.
In questa staffetta ogni atleta deve percorrere una distanza pari a 1 000 metri (due giri e mezzo di una regolamentare pista di atletica). La partenza è posizionata in corrispondenza della partenza dei 200 metri piani; il primo cambio avviene in prossimità dell'arrivo, mentre il secondo cambio si compie in corrispondenza della partenza della staffetta. I cambi sono del tutto simili a quelli delle staffette 4×800 e 4×1 500 metri: l'atleta che deve ricevere il testimone si dispone (in genere) con la schiena verso l'esterno della pista, tendendo il braccio sinistro verso il precedente frazionista. Il cambio avviene in leggero movimento (l'atleta che riceve il testimone si muove lateralmente finché non gli viene passato il testimone, a differenza delle staffette veloci, dove i cambi avvengono in piena corsa). Una volta ricevuto, il testimone può essere tenuto nella mano destra o nella mano sinistra, secondo la preferenza dell'atleta.

## Salti
| Specialità ratificate dalla World Athletics                      |
| ---------------------------------------------------------------- |
| Salto in alto · Salto con l'asta · Salto in lungo · Salto triplo |

## Lanci
| Specialità ratificate dalla World Athletics                                      |
| -------------------------------------------------------------------------------- |
| Getto del peso · Lancio del disco · Lancio del martello · Lancio del giavellotto |

### Lancio del vortex
Il lancio del vortex è una specialità propedeutica al lancio del giavellotto. Viene praticato dalla categoria ragazzi/e e dalla categoria esordienti A, proprio per improntare i giovani atleti alla disciplina del lancio del giavellotto, che si pratica a partire dalla categoria cadetti/e.

### Lancio della clava
Il lancio della clava è una specialità ratificata dal Comitato Paralimpico Internazionale, in quanto sostituisce il lancio del martello ai Giochi paralimpici.

## Prove multiple
| Specialità ratificate dalla World Athletics                                      |
| -------------------------------------------------------------------------------- |
| Pentathlon (donne) · Eptathlon (uomini) · Eptathlon (donne) · Decathlon (uomini) |

### Triathlon
Il triathlon è una specialità che in Italia viene praticata solo dagli atleti appartenenti alla categoria ragazzi/e. Ne esistono 2 forme ufficialmente riconosciute dalla FIDAL (ma in alcune competizioni si possono trovare delle varianti): la prima comprende le gare dei 60 metri piani, salto in lungo e getto del peso; la seconda include i 60 metri ostacoli, il salto in alto e il lancio del vortex. Non esiste una regola che stabilisca l'ordine in cui devono essere svolte le gare, anche se solitamente si preferisce iniziare dalle gare di corsa. Questa specialità è praticata sia al maschile che al femminile.

### All around
Questa disciplina è stata indrodotta nel programma olimpico solo nell'edizione di Saint Louis 1904. Comprendeva 10 gare (3 corse, 3 lanci, 3 salti e una prova di marcia) ed è considerata l'antesignana del decathlon.